# Tanytarsus usambarae
Tanytarsus usambarae är en tvåvingeart som beskrevs av Dionys Rudolf Josef Stur och Ekrem 2000. Tanytarsus usambarae ingår i släktet Tanytarsus och familjen fjädermyggor.
Artens utbredningsområde är Tanzania. Inga underarter finns listade i Catalogue of Life.